# Byzantin
Die Byzantin war ein 1854 in Dienst gestelltes Passagierschiff der französischen Reederei Compagnie de Navigation Fraissinet, das am 18. Dezember 1878 am Eingang der Dardanellen nach einer Schiffskollision unterging, wobei etwa 150 Menschen ums Leben kamen.

## Geschichte
Das 906 BRT große Dampfschiff Byzantin entstand 1854 auf der Werft Société Nouvelle des Forges et Chantiers de la Méditerranée (FCM) in La Seyne-sur-Mer bei Toulon. Der Passagier- und Frachtschiff war 53,9 Meter lang, 10,7 Meter breit und hatte eine Seitenhöhe von 6,4 Metern. Das Schiff wurde von einer Dampfmaschine angetrieben, deren 140 nominalen Pferdestärken (nhp) auf einen einzelnen Propeller wirkten und eine Geschwindigkeit von zehn Knoten (18,5 km/h) ermöglichten.
Die Byzantin wurde für die 1836 von Marc Fraissinet gegründete Reederei Compagnie de Navigation Fraissinet mit Sitz in Marseille gebaut, die einen Linienverkehr von Südfrankreich ins östliche Mittelmeer und zum Schwarzen Meer unterhielt und Häfen wie Konstantinopel, Sulina, Odessa, Warna oder Galați anlief.
Am Mittwoch, dem 18. Dezember 1878 befand sich die Byzantin mit etwa 260 Passagieren und Besatzungsmitgliedern an Bord auf einer Reise von Marseille nach Konstantinopel. Als sich der Dampfer Gallipoli am Eingang der Dardanellen näherte, geriet er in einen Sturm, der bereits seit mehreren Tagen wehte.
Gegen 13.00 Uhr am 18. Dezember wollte die Byzantin vor Lampsaki neben dem 1660 BRT großen britischen Dampfer Rinaldo vor Anker gehen, der bereits vor Anker lag. Während sich die Byzantin näherte, drückten orkanartige Böen das Schiff gegen den Bug der Rinaldo, der sich in den Rumpf der Byzantin bohrte. Schon vorher hatten sich zahlreiche Passagiere an Deck der Byzantin versammelt und sahen die Kollision mit an. Der Kapitän des britischen Schiffs rief zu ihnen hinüber, dass sie auf die Rinaldo springen sollten, was einige auch taten.
Die beiden Schiffe lösten sich wieder voneinander. Fünf Minuten nach dem Zusammenstoß kenterte die Byzantin und sank, wobei etwa 150 ihrer Passagiere und Besatzungsmitglieder ums Leben kamen. Die Rettungsboote der Rinaldo wurden zu Wasser gelassen, um die Schiffbrüchigen aufzunehmen, aber einige der Boote wurden von den stürmischen Wellen in die offene See getrieben.
Die Mannschaft der Rinaldo konnte insgesamt 94 Menschen retten. Der Dampfer Vindomara nahm weitere fünf Personen auf. Dazu wurde noch ein Rettungsboot mit drei Offizieren und elf Besatzungsmitgliedern gefunden. Die Flamingo der Royal Navy half bei der Bergung der abgetriebenen Boote. Die beschädigte Rinaldo schaffte es aus eigener Kraft nach Konstantinopel, wo sie die Überlebenden an Land brachte und repariert wurde.